# Louis, Prinț Napoléon
Louis, Prinț Napoléon (Louis Jérôme Victor Emmanuel Léopold Marie; 23 ianuarie 1914 – 3 mai 1997) a fost pretendent bonapartist la tronul Franței. A fost șeful Casei Bonaparte din 1926 până la moartea sa. A fost cunoscut de către susținători sub numele de Napoleon al VI-lea.

## Biografie
S-a născut la Bruxelles, Belgia, ca al doilea copil și singurul fiu al Prințului Napoléon Victor Bonaparte și a soției acestuia, Prințesa Clémentine a Belgiei. Pe linie paternă a fost descendent al lui Jérôme, fratele lui Napoleon I iar pe linie maternă descendent al regelui Ludovic-Filip al Franței. 
Copilăria și-a petrecut-o în Anglia, unde a stat cu împărăteasa Eugénie, văduva lui Napoleon al III-lea, și în Belgia. A fost educat la Leuven, Belgia și la Lausanne, Elveția. Când tatăl său a murit la 3 mai 1926, prințul de 12 ani i-a succedat ca pretendent bonapartist la tronul imperial al Franței.
La izbucnirea celui de Al Doilea Război Mondial, Prințul Louis i-a scris premierul francez, Édouard Daladier, oferindu-se să servească în armata franceză. Oferta sa a fost respinsă și astfel și-a asumat numele de război Louis de Blanchard și s-a alăturat Legiunii străine. S-a alăturat apoi Rezistenței franceze și a fost arestat de germani după ce a încercat să traverseze Munții Pirinei în drum spre Londra pentru a se alătura liderului francez Charles de Gaulle. A stat în diferite închisori, inclusiv Fresnes.
După eliberarea sa, s-a alăturat grupului de rezistență franceză, "Organisation de résistance de l'armée", sub numele de Louis Monnier. Un alt membru al brigăzii Charles Martel de care aparținea și el era vărul său, Prințul Joachim Murat, care a fost ucis în iulie 1944. Prințul Louis însuși abia scăpat cu viață o lună mai târziu, când, la 28 august, a fost grav rănit; din patrula de șapte oameni care a fost atacată a fost singurul supraviețuitor. După recuperare s-a alăturat diviziei alpine și mai târziu a fost decorat pentru vitejie.
După război a trăit în Elveția și, ilegal, la Paris până în 1950 când legea de exil împotriva șefilor de foste dinastii ale Franței a fost abrogată.
Prințul Louis a devenit un om de afaceri de succes cu o serie de interese financiare în Africa. În 1951 prințul a trimis o coroană memorială care purta însemnul napoleonic 'N' la funerariile Prințului Moștenitor Wilhelm, fiul împăratului detronat al Germaniei, Wilhelm al II-lea. Acest lucru a fost văzut ca un gest ironic de regaliști, având în vedere faptul că era vorba de Casa germana de Hohenzollern, care a învins și a detronat propria casă imperială a lui Louis Napoleon în timpul războiului franco-prusac din 1870.
Prințul Louis și-a desemnat nepotul, Prințul Jean-Christophe Napoléon, ca succesor trecând peste fiul său cel mare, Prințul Charles Napoléon.

## Familie
Louis s-a căsătorit cu Alix de Foresta la 16 august 1949 la Linières-Bouton, Franța. Cuplul a avut patru copii:
- Prințul Charles (n. 19 octombrie 1950); pretendent la șefia Casei Bonaparte și a titlului "Le Prince Napoléon".
- Prințesa Cathérine Elisabeth Albérique Marie (n. 19 octombrie 1950); căsătorită prima dată la 4 iunie 1974 cu Nicolò San Martino d'Agliè dei marchesi di Fontaneto con San Germano (n. 1948), au divorțat în 1982 fără copii. S-a recăsătorit la 22 octombrie 1982, la Paris, cu Jean-Claude Dualé (n. 1936) și au doi copii.
- Prințesa Laure Clémentine Geneviève Bonaparte (n. 8 octombrie 1952);  căsătorită la 23 decembrie 1982 cu Jean-Claude Lecomte (n. 1948) și au un fiu și două fiice.
- Prințul Jérôme Xavier Marie Joseph Victor (n. 14 ianuarie 1957).